# بئونینگن
بئونینگن (به هلندی: Beuningen) یک منطقهٔ مسکونی در هلند است که در خلدرلاند واقع شده‌است. بئونینگن ۹ متر بالاتر از سطح دریا واقع شده‌است.